# Jean-Paul Libert

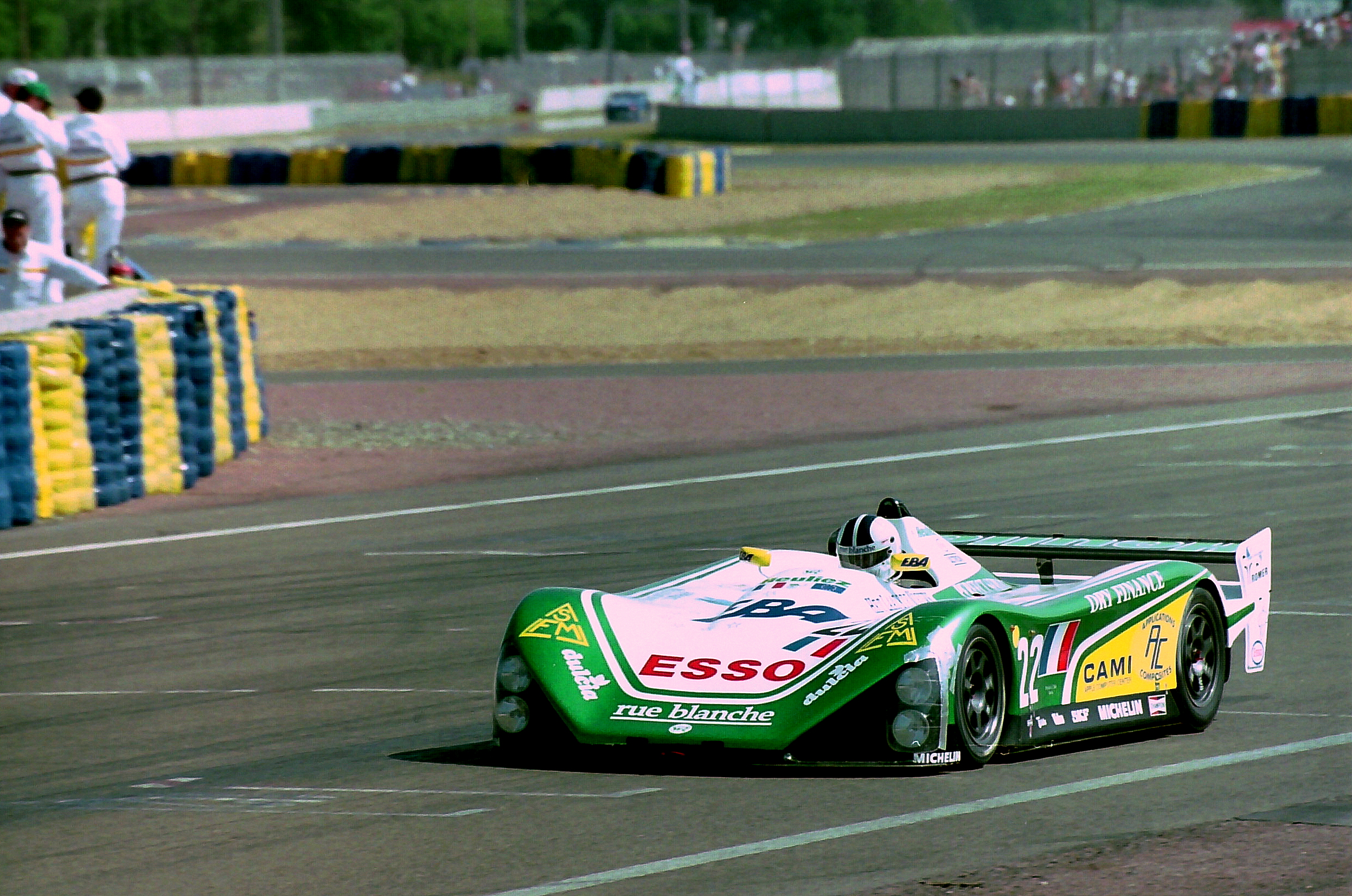
Der WR LM94 von Hervé Regout, Jean-François Yvon und Jean-Paul Libert beim 24-Stunden-Rennen von Le Mans 1994

Jean-Paul Libert (* 14. Oktober 1955 in Kigali, Ruanda; † 29. Juni 2022 in Brüssel) war ein belgischer Automobilrennfahrer und Unternehmer.

## Karriere im Motorsport
Jean-Paul Libert war vor allem im Touren- und Sportwagensport aktiv. Einen seiner ersten internationalen Rennauftritte hatte er beim 24-Stunden-Rennen von Daytona 1980. Das Rennen beendete als Partner der beiden Venezolaner Francisco Romero und Ernesto Soto in einem Porsche 911 Carrera RSR als 13. der Gesamtwertung. 1981 fuhr er in der Sportwagen-Weltmeisterschaft einen Mazda RX-7 von Z & W Enterprises bei den Rennen in Daytona, Sebring und Monza.
1980 gab er auf einem Ferrari 512BB sein Debüt beim 24-Stunden-Rennen von Le Mans. Elfmal war Libert beim 24-Stunden-Rennen in Frankreich am Start. Seine beste Platzierung im Schlussklassement war der sechste Gesamtrang 1982, gemeinsam mit Pierre Dieudonné und Carson Baird. 1985 siegte er in der Klasse der Gruppe B; er fuhr der dabei mit dem Teampartner Edgar Dören und Martin Birrane einen BMW M1.
Seine letzte Rennteilnahme hatte er beim 24-Stunden-Rennen von Spa-Francorchamps 2021, welches er als 20. der Gesamtwertung beendete.

## Der Unternehmer
Neben seiner Karriere im Motorsport war Libert als Unternehmer aktiv. Er war Gründer von DxLus, einem Unternehmen, das Reisen und Fahrten für Besitzer von exklusiven Sportwagen organisierte. Außerdem baute er ein Vertriebsorganisation für Computer- und Onlinespiele auf, die unter anderem das Spiel pirelligpchallange in den USA einführte.
Jean-Paul Libert starb am 29. Juni 2022.

## Statistik

### Le-Mans-Ergebnisse
| Jahr | Team                       | Fahrzeug              | Teamkollege        | Teamkollege         | Platzierung             | Ausfallgrund    |
| ---- | -------------------------- | --------------------- | ------------------ | ------------------- | ----------------------- | --------------- |
| 1980 | JMS Racing Charles Pozzi   | Ferrari 512BB         | Gérard Bleynie     | Lucien Guitteny     | Ausfall                 | Unfall          |
| 1981 | Rennod Racing              | Ferrari 512BB LM      | Pierre Dieudonné   | Jean Xhenceval      | Rang 9                  |                 |
| 1982 | Prancing Horse Farm Racing | Ferrari 512BB LM      | Pierre Dieudonné   | Carson Baird        | Rang 6                  |                 |
| 1983 | Christian Bussi            | Rondeau M382          | Pascal Witmeur     | Daniel Herregods    | Rang 19                 |                 |
| 1984 | Jean-Philippe Grand        | Rondeau M379          | Pascal Witmeur     | Jean-Philippe Grand | Rang 11                 |                 |
| 1985 | Helmut Gall                | BMW M1                | Martin Birrane     | Edgar Dören         | Rang 15 und Klassensieg |                 |
| 1986 | MK Motorsport              | BMW M1                | Pascal Witmeur     | Michael Krankenberg | nicht klassiert         |                 |
| 1987 | Dahm Cars Racing Team      | Argo JM19             | Peter Fritsch      | Teddy Pilette       | Ausfall                 | Motorschaden    |
| 1993 | Team Paduwa                | Porsche Carrera 2 Cup | Harald Grohs       | Didier Theys        | Ausfall                 | Motor überhitzt |
| 1994 | Welter Racing              | WR LM94               | Jean-François Yvon | Hervé Regout        | Ausfall                 | Motorschaden    |
| 1997 | Courage Compétition        | Courage C36           | Fredrik Ekblom     | Jean-Louis Ricci    | Rang 16                 |                 |

### Sebring-Ergebnisse
| Jahr | Team               | Fahrzeug    | Teamkollege     | Teamkollege      | Platzierung | Ausfallgrund |
| ---- | ------------------ | ----------- | --------------- | ---------------- | ----------- | ------------ |
| 1981 | Z & W Enterprises  | Mazda RX-7  | Pierre Honegger | Pierre Dieudonné | Ausfall     | kein Benzin  |
| 1996 | Wheel Works Racing | Courage C41 | Steve Fossett   | Rick Sutherland  | Ausfall     | Unfall       |